# ユーティル
株式会社ユーティル（英: Utill Inc.）は、企業のデジタル投資を支援する会社。
BtoBのマッチング事業を手掛け、さらにホームページ・Web制作に関する相談サイト「Web幹事」、動画・映像制作に関する相談サイト「動画幹事」、システム・アプリ制作に関する相談サイト「システム幹事」を運営している。

## 概要
代表の岩田真が2015年に株式会社ユーティルを設立。3年間は中小企業を中心にホームページ制作や業務効率化のシステムの開発などを行う。その後、お客様から「ホームページ制作の料金が分からない」「制作会社が多すぎて選べない」などの相談が多いことを受け、2018年に「Web幹事」を立ち上げ。
専門のアドバイザーが依頼者の要件を電話もしくはオンラインでヒアリング。その結果に基づき制作会社を選定して紹介するサービスである。
ホームページ制作を検討する会社とWeb制作会社をつなげるBtoB特化型のマッチングプラットフォームを運営。その後、2019年に「動画幹事」、2021年に「システム幹事」をリリースしている。

## 沿革
- 2015年4月-株式会社ユーティルを設立
- 2016年9月-第三者割当増資を実施
- 2018年11月-ホームページ・Web制作に関する相談サイト「Web幹事」リリース
- 2019年7月-第三者割当増資を実施
- 2020年10月-動画・映像制作に関する相談サイト「動画幹事」リリース
- 2021年9月-システム・アプリ制作に関する相談サイト「システム幹事」リリース